# Стіжоцькі чорниці
Стіжо́цькі чорни́ці № 1, № 2 — ботанічні заказники місцевого значення. Розташовані поблизу сіл Антонівці та Стіжок Кременецького району Тернопільської області, в кв. 20, 21, 9, вид. 3-5 Волинського лісництва Кременецького держлісгоспу, в межах лісового урочища «Антонівці-Свинодебри».
Площа — 61 і 41 га. Створений відповідно до рішення виконкому Тернопільської обласної ради № 189 від 30 серпня 1990 р. зі змінами, затвердженими рішенням Тернопільської обласної ради № 238 від 27 квітня 2001 р. Перебуває у віданні Тернопільського обласного управління лісового господарства.
У сосновому лісі зрідка зростає чорниця — рідкісний вид на території області.